# Episodi de Le sorelle fantasma
La prima stagione della serie televisiva Le sorelle fantasma nel Regno Unito è andata in onda dal 15 al 31 marzo 2010 sulla rete televisiva BBC Two. In Australia, paese che ha co-prodotto la serie, è stata invece trasmessa su ABC1 dal 5 al 21 aprile 2010.
In Italia i primi due episodi della serie sono andati in onda il 2 gennaio 2011 su Disney Channel, mentre la normale messa in onda degli episodi è cominciata il 15 gennaio 2011, sulla stessa rete televisiva.
| nº | Titolo originale    | Titolo italiano             | Prima TV UK   | Prima TV Italia  |
| -- | ------------------- | --------------------------- | ------------- | ---------------- |
| 1  | 150 Years Later     | 150 anni dopo               | 15 marzo 2010 | 2 gennaio 2011   |
| 2  | Dying to Belong     | Il bene più prezioso        | 16 marzo 2010 | 2 gennaio 2011   |
| 3  | Sisters in the Mind | Sorelle nella mente         | 17 marzo 2010 | 15 gennaio 2011  |
| 4  | Gold                | Le monete d'oro             | 18 marzo 2010 | 16 gennaio 2011  |
| 5  | Law of the Jungle   | La legge del più forte      | 19 marzo 2010 | 22 gennaio 2011  |
| 6  | The Baharee         | Spiriti dispettosi          | 20 marzo 2010 | 23 gennaio 2011  |
| 7  | Hazel's Tree        | L'albero dei ricordi        | 23 marzo 2010 | 29 gennaio 2011  |
| 8  | Re-Living History   | Ritorno alla storia         | 24 marzo 2010 | 30 gennaio 2011  |
| 9  | A Friend in Deed    | Amiche vere                 | 25 marzo 2010 | 5 febbraio 2011  |
| 10 | Grendel's Cold      | Il raffreddore di Grendel   | 26 marzo 2010 | 6 febbraio 2011  |
| 11 | Smoke and Mirrors   | Rebecca studentessa modello | 27 marzo 2010 | 12 febbraio 2011 |
| 12 | Love First Kiss     | Il fantasma innamorato      | 30 marzo 2010 | 13 febbraio 2011 |
| 13 | Old Ghosts          | I fantasmi del passato      | 31 marzo 2010 | 19 febbraio 2011 |

## 150 anni dopo
- Titolo originale: 150 Years Later
- Diretto da:
- Scritto da:

### Trama
Le sorelle Rebecca, Sophie e Hazel sono dei fantasmi e si ritrovano nella loro vecchia casa diventata ormai una scuola. Dopo vari inconvenienti impareranno ad adattarsi e conosceranno la loro tutrice Agatha che le aiuterà ad affrontare la loro nuova vita (anche se ormai sono morte da 150 anni).

## Il bene più prezioso
- Titolo originale: Dying to Belong
- Diretto da:
- Scritto da:

### Trama
Rebecca vuole entrare a far parte del gruppo di Christine ma questa la sottopone a una prova falsa che consiste nel far spaventare la professoressa di arte. Durante questo scherzo arriva in soccorso Jonathan, il loro migliore amico, che le avvisa che Christine e le sue ancelle stanno solo cercando di incastrarla, così, mentre la professoressa di arte sta per entrare nel luogo dello scherzo, Rebecca è costretta a levitare fuori dalla finestra con in braccio Jonathan. Dopo l'accaduto le tre sorelle sono costrette a dirgli la verità, e rischiano così di tornare dall'altra parte, Jonathan però da via il suo bene più prezioso per farle rimanere.

## Sorelle nella mente
- Titolo originale: Sister in the Mind
- Diretto da:
- Scritto da:

### Trama
Rebecca vuole entrare a far parte della squadra di basket femminile, così convince Sophie ad aiutarla. Hazel deve finire un progetto di scienze sulle rane e si accorge di saper leggere nella mente, non solo quella umana, ma anche quella animale. Sophie e Rebecca litigano perché Rebecca è gelosa del fatto che David dedica tutta la sua attenzione a Sophie perché quest'ultima è molto brava a giocare. Rebecca si arrabbia così tanto con Sophie da gettarle dalla finestra il suo medaglione, quello che le aveva regalato la madre. Intanto Hazel legge continuamente il pensiero delle rane, che spaventate la pregano di essere liberate. Hazel non le sopporta più e quindi le libera ed esse saltano proprio dove stavano pranzando gli insegnanti, quindi la mandano in presidenza, ma grazie all'intervento delle sorelle non viene punita. Sophie ottiene il posto nella squadra di basket ma lo regala ad una ancella di Christine. Inoltre, David ritrova il medaglione di Sophie, che aveva trovato e rubato Christine.

## Le monete d'oro
- Titolo originale: Gold
- Diretto da:
- Scritto da:

### Trama
A scuola il professore parla di un ragazzo povero vissuto in passato: Tom, che era il miglior amico di Hazel. È stato accusato di aver rubato dell'oro, ma secondo Hazel non è vero; si viene a scoprire che era stata la stessa Hazel, senza farlo apposta, perché voleva solo rendere ricco e felice il suo amico. 

## La legge del più forte
- Titolo originale: Law of the Jungle
- Diretto da:
- Scritto da:

### Trama
Sophie scopre che il suo amico Charlie è vittima di un bullo che lo costringe a fare i suoi compiti, ma non è coinvolto solo lui, ma anche altri "secchioni"'. Si scopre che il capo principale è David, che crede che sia il bullo a fare tutti i compiti.

## Spiriti dispettosi
- Titolo originale: The Baharee
- Diretto da:
- Scritto da:

### Trama
A scuola gli studenti fanno una recita: "Romeo e Giulietta" e Romeo è interpretato David quindi Rebecca vorrebbe fare Giulietta, ma il ruolo capita a Christine.Christine trova uno strano strumento e lo suona, ma diventa improvvisamente molto strana e cede il suo ruolo a Rebecca. Poi molti si comportano in modo strano e quindi le tre sorelle vanno dalla loro tutrice a chiederle spiegazioni. Agatha dice loro che è uno spirito dispettoso che ha evocato Christine con lo strumento: il Baharee. David è l'ultimo posseduto da questo Baharee e sul libro di magia di Agatha c'è il modo per far tornare lo spirito nello strumento.

## L'albero dei ricordi
- Titolo originale: Hazel's Tree
- Diretto da:
- Scritto da:

### Trama
Hazel è triste perché la professoressa Sinclair vuole abbattere l'albero del pepe che aveva piantato lei con la sua mamma il giorno prima della sua morte, ma non può fare molto perché ha 37 note di demerito e gliene mancano solo 3 per essere espulsa. Comunque si impegnerà per salvare l'albero.